# Микеланђело Коли
Микеланђело Алесандро Коли-Марши (Виђевано 1738. - Фиренца 22. децембар 1808) је био аустријски генерал, командант сардинске војске у рату против Наполеона Бонапарте (1796).

## Биографија
Рођен је у Ломбардији. Ступио је у аустријску армију као пешадијски официр 1756. године, када је имао 18 година. Током Седмогодишњег рата бори се у бици код Прага (1757) и бици код Торгауа (1760). У каснијим акцијама је рањен. Учествује и у Рату за баварско наслеђе са чином мајора. Током Аустријско-турског рата бори се код Осијека и Београда. Постаје генерал-мајор децембра 1788. године. Године 1793. аустријска влада поставила га је на чело сардинијске армије. Коли командује сардинијском војском током три године (1793—1796). Бори се у бици код Лоаноа. Након пораза Колија у бици код Мондовија, краљ Виторио Амедео III одлучује да напусти Прву коалицију. Учествује и у бици код Боргета. У наредним годинама Коли води војску Папске државе. Поражен је у бици код Фаенце. Од 1804. до 1807. године командује аустријским снагама у Италији. Умро је у Фиренци 27. децембра 1808. године.